# Aphelacarus
Aphelacarus – rodzaj roztoczy z kohorty mechowców i rodziny Aphelacaridae.
Rodzaj ten został opisany w 1932 roku przez François Grandjean. Gatunkiem typowym wyznaczono Parhypochthonius acarinus.
Mechowce te mają tarczę prodorsalną i wszystkie szczeciny notogastralne zbliżonej grubości. Ich sensile są krótkie, wrzecionowate, spiczasto zakończone i krótsze od prodorsum.
Rodzaj semikosmopolityczny.
Należy tu tylko gatunek  Aphelacarus acarinus z dwoma podgatunkami:
- Aphelacarus acarinus acarinus (Berlese, 1910)
- Aphelacarus acarinus sahariensis Gil-Martín, Subías y Arillo, 1992